# Trädgårdsgatan (film)
Trädgårdsgatan är en svensk dramafilm som hade premiär i Sverige den 3 augusti 2018. Filmen är regisserad av Olof Spaak, med manus skrivet av Gunnar A.K. Järvstad.
I 2019 års Guldbaggegala vann filmen pris för Bästa foto. Filmen var också nominerad till en guldbagge för Bästa manus, dock utan att vinna. 

## Handling
Filmen handlar om Peter (Simon J. Berger) och Linda (Karin Franz Körlof) och deras barn Eric, Peters son, och Elin, Lindas dotter. Både Peter och Linda har stora missbruksproblem (både alkohol och heroin). Linda är dessutom prostituerad. Paret förälskar sig, men glider snart ifrån varandra. I vuxen ålder träffas Eric och Elin och blickar tillbaka på den sommar då de var en slags familj tillsammans.

## Rollista
| - Karin Franz Körlof – Linda - Simon J. Berger – Peter - Emil Algpeus – Eric - Nike Ringqvist – Elin - Lukas Monikoff – Eric, som vuxen - Linda Molin – Elin, som vuxen | - Eva Fritjofson – Lena - Anna Mercedes Bergion – Anna - Niclas Fransson – Mats - Alexej Manvelov – Karl - Jannike Grut – Agneta - Stefan Cronwall – Kent |